# Kultura remiksu
Kultura remiksu – termin zaproponowany przez Lawrence'a Lessiga polegający na wykorzystaniu istniejących już utworów (muzyka, literatura itp.) i połączenie ich w taki sposób, aby powstał całkowicie nowy utwór.

## Historia kultury remiksu
Na przełomie XX i XXI wieku remiks zaczęto używać nie tylko na muzyce, ale także na inne media, takie jak: filmy, literatura, a także oprogramowanie komputerowe. Lev Manovich zauważa, że wiele dziedzin życia podlega remiksowi, m.in. moda, sztuka. Media także w bardzo dużym stopniu są regulowane przez remiksy, fuzje oraz mashupy zauważa Manovich. Internet stał się głównym źródłem do rozpowszechniania i szerzenia kultury remiksu oraz do stosowania coraz to nowszych metod w celu remiksu różnych materiałów.

## Podejście Lawrence'a Lessiga

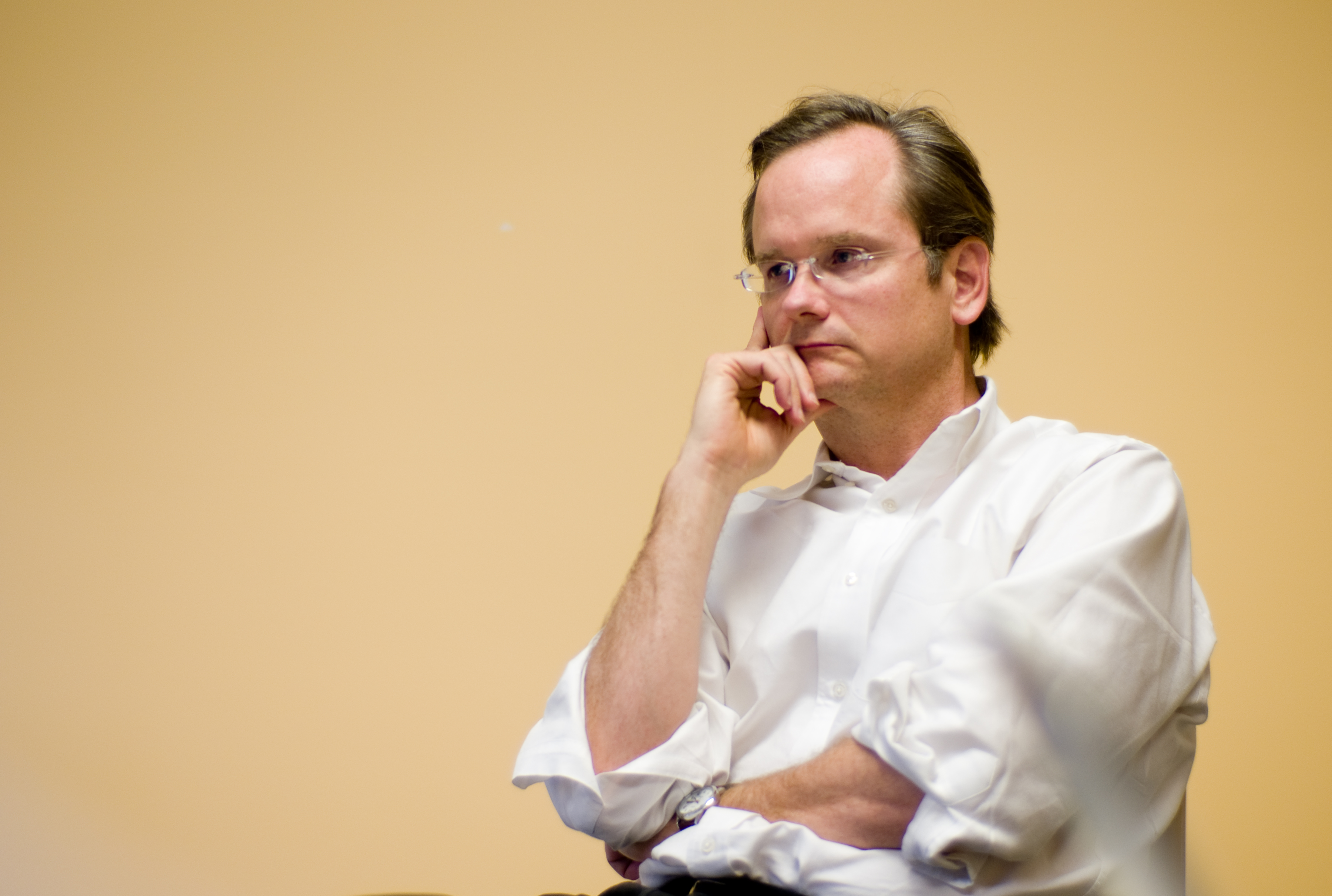
Lawrence Lessig

Lawrence Lessig uważa, że dzięki kulturze remiksu kultura ludności rozwija się, a jednocześnie także demokratyzuje się, dlatego nazwał to kulturą RW. Zwrócił także uwagę na to, że przywłaszczenia są codziennością w dzisiejszym świecie.
Remiks łączy w sobie kulturę zezwoleń i przetwarza ją. Lessing uważa, że bardzo skuteczny jest w tym działaniu, gdyż wykorzystuje istniejące już zagadnienia, z których powstają nowe, które w ogóle nie przypominają tych rzeczy były przed wykonaniem remiksu. W szczególności można to zauważyć w różnych utworach multimedialnych: teledyskach, a także spotach reklamowych. Jak zauważył Lawrence Lessig dźwięk cytowany jest na tle obrazu, obraz na tle tekstu, natomiast tekst na tle dźwięków. Cytaty które zostają wykorzystane mieszają się, dlatego doprowadzają do powstania całkowicie nowego utworu, który nazywamy remiksem.

## Przykład
Przykładem może być każda osoba, która posiada program Photoshop, za pomocą którego może w prosty i dowolny do siebie sposób przerobić każde zdjęcie, a nawet film.

## Gatunki łączone przez remiks
- gatunki
- poetyki
- technologie
- treści
- media